# Plocoglottis mamberamensis
Plocoglottis mamberamensis är en orkidéart som beskrevs av Johannes Jacobus Smith. Plocoglottis mamberamensis ingår i släktet Plocoglottis och familjen orkidéer. Inga underarter finns listade i Catalogue of Life.